# Tom Glynn-Carney
Pour les articles homonymes, voir Glynn.
Tom Glynn-Carney est un acteur britannique, né le 7 février 1995 à Salford.
Tom Glynn-Carney est un acteur britannique, né le 7 février 1995 à Salford.
Après des études en théâtre musical à Pendleton Sixth Form College et à la Guildhall School of Music and Drama, il débute à la télévision en 2013 dans Casualty. Il obtient un rôle principal dans la série The Last Post en 2017 et joue dans la pièce The Ferryman, qui lui vaut un prix pour son talent émergent.
Il se fait connaître internationalement en 2017 grâce à Dunkerque de Christopher Nolan, où il incarne Peter. En 2019, il joue dans The King aux côtés de Timothée Chalamet et Robert Pattinson. En 2022, il rejoint le casting de House of the Dragon dans le rôle du roi Aegon II Targaryen et apparaît dans SAS: Rogue Heroes. Il fait aussi partie du groupe Sleep Walking Animals en tant que chanteur principal.

## Filmographie

### Films
- 2017 : Dunkerque de Christopher Nolan : Peter
- 2019 : Tolkien de Dome Karukoski : Christopher Wiseman
- 2019 : Le Roi (The King) de David Michôd : Henry « Hotspur » Percy
- 2024 : The Book of Clarence de Jeymes Samuel

### Séries télévisées
- 2013 : Casualty : George Thorne  (2 épisodes)
- 2017 : The Last Post (mini-série) : Tony Armstrong (6 épisodes)
- 2018 : Doing Money (téléfilm) : Sean
- 2021 : Domina : Gaius Octavius
- 2022 - ... : SAS : Rogue Heroes : Sergent Mike Sadler
- 2022 : Mayflies : Young Tully
- 2022 -...: House of the Dragon : le roi Aegon II Targaryen
- 2024 : The Jetty : Malachy "Mack" Granger

## Théâtre
- 2017 : The Ferryman : Shane Corcoran

## Distinction
- Star of Tomorrow du magazine Screen International 2017[1]